# Rupia de Maldivas
La rupia maldiva (en Idioma maldivo: ދިވެހި ރުފިޔާ, rufiyaa), es la moneda oficial de la República de las Maldivas. Se divide en 100 laari, y su código ISO 4217 es MVR. La emisión de la moneda la controla la Autoridad Monetaria de las Maldivas (MMA). La palabra "rufiyaa" deriva de la forma hindú rupayā, y ésta a su vez del sánscrito rupya, que significa "plata".

## Historia
Los primeros objetos utilizados en las Maldivas para realizar transacciones económicas eran las conchas, y así lo testifican viajeros de la época a los que se les exigía este medio de pago para sus intercambios durante el siglo XIII. El explorador Ibn Battuta percibió que se exportaban 40 embarcaciones repletas de conchas marinas cada año, y la equivalencia en dinares de oro era de 1 dinar = 400 000 conchas.
Durante los siglos XVII y XVIII, se introdujo el lärin. Esta forma de dinero se utilizaba en el Golfo Pérsico, India, Ceilán y el lejano oriente. Los historiadores están de acuerdo en que este tipo de moneda fuese intercambiado por conchas, y refleja el interés lucrativo de las Maldivas frente a los demás países. El primer sultán en imprimir su sello personal en las monedas fue Muhammad Thakurufaanu Al Auzam. Este sello era mucho más ancho que los alambres del larin, que apenas eran legibles.
Las primeras monedas del rufiyaa las introdujo el sultán Ibrahim Iskandar (1648-1687). Comparado a otras formas de dinero anteriores, estas monedas eran mucho más nítidas y estaban acuñadas en plata pura. Las monedas se acuñaron en Malé, con la leyenda ކަނޑާއި އެއްގަމުގެ ރަސްގެފާނު، މަތިވެރި އިސްކަންދަރު (Iskandhar el Grande, rey de la Tierra y el Mar).
Tras este periodo, el oro sustituyó a las monedas de plata durante el reinado del sultán Hassan Nooraddeen I en 1787. Utilizó dos calidades de oro en sus monedas: una llamada Mohoree, y otra conocida como Baimohoree.
Durante los siglos XIX y principios del XX, se acuñaron monedas de bronce denominadas en laari. El sultán Muhammad Imaaduddeen IV (1900-1904) introdujo lo que los historiadores creen que fue la primera máquina de acuñar monedas, debido a la gran calidad de los grabados. Su sucesor, el sultán Muhammad Shamsuddeen III (1904-1935) introdujo una nueva serie de monedas en denominaciones de 1 y 4 laari acuñadas en el Reino Unido en 1913.
Tras el cese de la producción de monedas locales, el sultán introdujo la rupia ceilandesa, que se suplementó en 1947 con billetes denominados en rupia. En 1960, se decimalizó la rupia, componiéndose de 100 laari.

## Monedas
En 1960, el sultán Mohamed Fareed I encargó la acuñación de monedas a la British Royal Mint. Las nuevas emisiones consistían en denominaciones de 1, 2, 5, 10, 25 y 50 laari, añadiendo el escudo de armas de las Maldivas en los reversos con el nombre del país escrito en árabe. Las monedas se pusieron en circulación en febrero de 1961, y todas las monedas acuñadas antes de este periodo fueron retiradas de circulación excepto las monedas de 1 y 4 laari.
En 1983, la Autoridad Monetaria de las Maldivas introdujo las monedas de 1 rupia hechas de cuproníquel, y en 1995 se añadió al cono monetario la moneda de 2 rupias.
Actualmente, las monedas en circulación son:
| Denominación | Emisión | Metal    | Canto                         | Diámetro (mm) | Peso (g) | Anverso                                         | Reverso                                |
| ------------ | ------- | -------- | ----------------------------- | ------------- | -------- | ----------------------------------------------- | -------------------------------------- |
| 1 Laari      | 1984-   | Al       | Liso                          | 15,00         | 0,45     | Cocotero - año de acuñación                     | 1 LAARI · ލާރި - MALDIVES - ދިވެހިރާއްޖެ       |
| 5 Laari      | 1984-   | Al       | Liso                          | 20,32         | 1,00     | Atunes - año de acuñación                       | 5 LAARI · ލާރި - MALDIVES - ދިވެހިރާއްޖެ       |
| 10 Laari     | 1984-   | Al       | Liso                          | 23,11         | 1,95     | Odi - año de acuñación                          | 10 LAARI · ލާރި - MALDIVES - ދިވެހިރާއްޖެ      |
| 25 Laari     | 1984-   | Cu+Ni+Zn | Estriado                      | 20,19         | 4,15     | Mezquita del Viernes en Malé - año de acuñación | 25 LAARI · ލާރި - MALDIVES - ދިވެހިރާއްޖެ      |
| 50 Laari     | 1984-   | Cu+Ni+Zn | Estriado                      | 23,60         | 5,66     | Tortuga - año de acuñación                      | 50 LAARI · ލާރި - MALDIVES - ދިވެހިރާއްޖެ      |
| 1 Rupia      | 1984-   | Cu+Ni    | Estriado                      | 25,91         | 6,41     | Escudo de armas - ދިވެހިރާއްޖެ - año de acuñación     | 1 RUFIYAA · ރުފިޔާ - REPUBLIC OF MALDIVES |
| 2 Rupias     | 1995-   | Cu+Ni+Zn | Estriado REPUBLIC OF MALDIVES | 25,50         | 11,50    | Concha de tritón - ދިވެހިރާއްޖެ - año de acuñación    | 2 RUFIYAA · ރުފިޔާ - REPUBLIC OF MALDIVES |

## Billetes
En 1945, el Parlamento maldivo promulgó el acta 2/66 sobre billetes. Esta ley autorizaba a imprimir billetes de ½, 1, 2, 5 y 10 rupias, que fueron puestos en circulación en 1947. En 1951 se introdujeron las denominaciones de 50 y 100 rufiyaa.
Las series actuales de billetes fueron puestas en circulación en 1983, en denominaciones de 2, 5, 10, 20, 50 y 100 rupias. En 1990 se añadió el billete de 500 rupias y el de 2 rupias fue reemplazado por una moneda de latón.
| Imagen anverso | Imagen reverso | Denominación | Color   | Dimensiones | Descripción del reverso                                                               |
| -------------- | -------------- | ------------ | ------- | ----------- | ------------------------------------------------------------------------------------- |
|                |                | 5 Rupias     | Violeta | 150 x 70 mm | Pescadores - 5 - Five Rufiyaa - MALDIVES MONETARY AUTHORITY                           |
|                |                | 10 Rupias    | Marrón  | 150 x 70 mm | Isleños y aldea - 10 - Ten Rufiyaa - MALDIVES MONETARY AUTHORITY                      |
|                |                | 20 Rupias    | Rosa    | 150 x 70 mm | Puerto de Malé - 20 - Twenty Rufiyaa - MALDIVES MONETARY AUTHORITY                    |
|                |                | 50 Rupias    | Azul    | 150 x 70 mm | Bazar de Malé - 50 - Fifty Rufiyaa - MALDIVES MONETARY AUTHORITY                      |
|                |                | 100 Rupias   | Verde   | 150 x 70 mm | Medhuziyaaraiy - 100 - One Hundred Rufiyaa - MALDIVES MONETARY AUTHORITY              |
|                |                | 500 Rupias   | Rojo    | 150 x 70 mm | Mezquita y Centro Islámico - 500 - Five Hundred Rufiyaa - MALDIVES MONETARY AUTHORITY |